# Nan Shepherd
Anna Shepherd, nota anche con lo pseudonimo di Nan (Peterculter, 11 febbraio 1893 – Aberdeen, 23 febbraio 1981), è stata una scrittrice e poetessa scozzese, una delle prime esponenti del modernismo in Scozia.
Il paesaggio e l'ambiente scozzesi hanno un ruolo importante nella sua opera letteraria. Shepherd ha scritto tre romanzi ambientati in piccole comunità nella Scozia settentrionale e un libro sulle camminate in montagna basato sulle sue escursioni sui monti Cairngorm. Per la maggior parte della sua vita lavorativa ha insegnato inglese allo Aberdeen College of Education.

## Vita
Anna Shepherd è nata l'11 febbraio 1893 a Peterculter, poi diventato un sobborgo di Aberdeen, da John e Jane Shepherd. Poco dopo la sua nascita, la famiglia si è trasferita a Cults, un altro sobborgo di Aberdeen, nella casa dove la scrittrice ha poi trascorso la maggior parte della sua vita. Si è laureata all'Università di Aberdeen nel 1915, cominciando poi a insegnare all'Aberdeen College of Education.
Dopo essere andata in pensione nel 1956, ha continuato a lavorare come editrice della rivista dell'Università di Aberdeen fino al 1963. L'università le ha conferito un dottorato onorario nel 1964.
Fu amica di altri eminenti scrittori scozzesi, tra cui Neil M. Gunn, Marion Angus e Jessie Kesson.
È morta al Woodend Hospital di Aberdeen nel 1981.

## Opere

### Romanzi
Shepherd ha dato un notevole contributo al primo modernismo scozzese. Ha pubblicato il suo primo romanzo, The Quarry Wood, nel 1928. L'opera è spesso paragonata al Canto del tramonto di Lewis Grassic Gibbon, uscito pochi anni più tardi, poiché entrambi raccontano le vite spesso tragiche delle donne nella Scozia contemporanea. Il suo secondo romanzo, The Weatherhouse, è stato pubblicato nel 1930 e racconta le interazioni tra le persone in una piccola comunità scozzese. L'ultimo romanzo, A Pass in the Grampians, è uscito nel 1933.
I romanzi di Nan Shepherd raccontano il contrasto tra la nostalgia per le tradizioni e la spinta della modernità. Il paesaggio e il tempo ricoprono un ruolo importante in tutti e tre i romanzi, i quali sono ambientati in piccole comunità nel nord della Scozia.

### Poesie
Shepherd fu appassionata di escursionismo e la sua poesia esprime il suo amore per il paesaggio montagnoso dei Grampiani. Quando era studentessa all'università, Nan Shepherd scrisse alcune poesie per una rivista studentesca, ma solo nel 1934 fu pubblicata un'antologia delle sue poesie, intitolata In the Cairngorms. L'opera è stata ripubblicata nel 2014.

### Altre opere
Nan Shepherd scrisse anche un saggio, The Living Mountain, negli anni '40. L'opera è una riflessione sulle sue esperienze escursionistiche sui monti Cairngorm e fu pubblicato solamente nel 1977.

## Riconoscimenti
In omaggio alla scrittrice, la sua effigie compare sulle banconote da 5 sterline emesse dalla Royal Bank of Scotland a partire dal 2016.